# Gunhild Rosqvist
Gunhild Cecilia Rosqvist, född 6 juli 1960, är en svensk naturgeograf och glaciolog.

## Biografi
Gunhild Rosqvist är professor i naturgeografi vid Stockholms universitet. Hon utnämndes 2004 till ställföreträdande och 2005 till ordinarie föreståndare för Tarfala forskningsstation.
Hon fick 2017 Kungl. Skytteanska Samfundets nyinrättade jubileumspris ”för sitt arbete att knyta samman världsledande naturvetenskaplig forskning och långa historiska dataserier över glaciäravsmältning med lokal, samisk befolkning i nya, originella forskningssamarbeten om renskötsel, resurshushållning och långsiktiga förhållningssätt till förändring av klimat, ekonomi och samhälle".
Hon deltog i Sommar i P1 2021 med ett sommarprat på temat "hur delar av Arktis kommer att smälta bort om vi inte ändrar vårt sätt att leva".